# الهشيم (مسلسل)
الهشيم  مسلسل سوري درامي اجتماعي بوليسي. أُنتج عام 2006 من تأليف عبد المجيد حيدر، وإخراج بسام سعد، وإنتاج شركة الريف للإنتاج الفني.

## بطولة
- رشيد عساف
- زهير رمضان
- فاروق الجمعات
- مانيا نبواني
- نادين الخوري
- هاني الروماني
- إمارات رزق
- نضال سيجري
- دينا هارون
- صالح الحايك
- عبد الحكيم قطيفان
- صبحي الرفاعي
- طارق مرعشلي
- رضوان عقيلي
- مالك محمد
- أمية ملص

## وصلات خارجية
- الريف للإنتاج الفني